# Углеродная нанопена
Углеро́дная нанопе́на — аллотропная модификация углерода, представляющая собой мельчайшую сетку из углеродных нанотрубок и кластеров.

Углеродная нанопена под электронным микроскопом

## Структура
Нанопена состоит из углеродных кластеров низкой плотности, нанизанных на нерегулярную трёхмерную сетку с периодом 5,6±0,4 Å. Каждый кластер имеет диаметр около 6 нм и содержит порядка 12000 атомов углерода, соединённых в графитоподобные слои, имеющие отрицательную кривизну, благодаря семиугольным включениям в шестиугольную структуру. Это противоположно структуре фуллеренов, у которых углеродные слои имеют положительную кривизну из-за пятиугольных включений.
Крупномасштабная структура углеродной нанопены сходна с аэрогелем, но её плотность в 100 раз меньше плотности углеродного аэрогеля.
Содержание водорода — менее 100 млн−1, совокупное содержание других атомов — менее 500 млн−1 (в том числе Fe+Ni — менее 110 млн−1).

## Физические свойства
Углеродная пена представляет собой очень лёгкий порошок чёрного цвета. Плотность нанопены — порядка 2÷10 кг/м³. Это одно из самых лёгких твёрдых веществ (для сравнения, плотность воздуха 1,2÷1,3 кг/м³).
Углеродная нанопена имеет большое удельное сопротивление 10÷30 МОм·м (при комнатной температуре) которое убывает с нагреванием, то есть она является полупроводником. Таким образом, электропроводность нанопены гораздо меньше, чем у углеродного аэрогеля. Это связано с тем, что углеродная нанопена имеет многочисленные неспаренные электроны, наличие которых Роде объяснил тем, что в ней содержатся атомы углерода с тремя связями. Это обусловливает полупроводниковые свойства нанопены.
Углеродная нанопена обладает сильными парамагнитными свойствами, а при температуре ниже ~92 К (точка Кюри) становится ферромагнетиком с узкой петлёй гистерезиса. Поле насыщения — 0,42 СГСМ-ед./г. Она имеет «постоянный» магнитный момент сразу после изготовления, но это состояние сохраняется лишь в течение пары часов. Это единственная форма углерода, которая притягивается к магниту при комнатной температуре.

## История открытия
Впервые получена в 1997 году группой учёных из Австралии, Греции и России, работавшей в Австралийском Национальном университете в Канберре под руководством  Андрея Роде при исследовании взаимодействия лазерного излучения с углеродом. В опыте использовался Nd:YAG-лазер с частотой следования импульсов 10 кГц

## Получение
Углеродную нанопену получают лазерной абляцией стеклоуглерода в среде аргона при давлении ~1÷100 Торр. При этом углерод нагревается до 10000 °C и застывает в форме нанопены.

## Применение
Благодаря очень маленькой плотности (2÷10 мг/см³) и большой площади поверхности (300÷400 м²/г), углеродная нанопена может быть использована для хранения водорода в топливных ячейках.
Полупроводниковые свойства нанопены могут быть использованы в электронике.
Химическая нейтральность и стойкость нанопены открывает широкие возможности применения нанопены в медицине:
- магнитные свойства нанопены позволяют вводить её в кровоток и отслеживать течение крови в мельчайших капиллярах при помощи магнитно-резонансной томографии;[3]
- поскольку нанопена хорошо поглощает инфракрасное излучение, то, введя её в опухоль, можно было бы уничтожить последнюю, облучая инфракрасным светом, поскольку нанопена нагревалась бы гораздо сильнее, чем соседние здоровые ткани.